# Blood Red Shoes (album)
Albums de Blood Red Shoes
In Time to Voices
(2012) Get Tragic
(2019)
Singles
1. The Perfect Mess
Sortie : 1er décembre 2013
2. An Animal
Sortie : 10 mars 2014

Blood Red Shoes est le quatrième album studio du groupe de rock britannique Blood Red Shoes, publié le 3 mars 2014 sur le label Jazz Life.

## Liste des titres
| No  | Titre                  | Durée |
| --- | ---------------------- | ----- |
| 1.  | Welcome Home           | 1:50  |
| 2.  | Everything All At Once | 2:39  |
| 3.  | An Animal              | 3:03  |
| 4.  | Grey Smoke             | 3:24  |
| 5.  | Far Away               | 3:22  |
| 6.  | The Perfect Mess       | 3:29  |
| 7.  | Behind A Wall          | 3:17  |
| 8.  | Stranger               | 3:59  |
| 9.  | Speech Coma            | 2:30  |
| 10. | Don't Get Caught       | 3:49  |
| 11. | Cigarettes in the Dar  | 3:28  |
| 12. | Tightwire              | 2:46  |